# Lorenzo Berzieri
Lorenzo Berzieri (Pellegrino Parmense, 4 ottobre 1806 – Lucca, 11 marzo 1888) è stato un medico italiano.

## Biografia
Studiò a Piacenza sotto la guida del professor Giuseppe Veneziani, poi si laureò in medicina all'Università di Parma, dove ebbe come maestri Giacomo Tommasini e Giovanni Rossi. Nel 1835 iniziò a lavorare come medico condotto a Salsomaggiore, distinguendosi subito per l'assidua attività nel contrastare l'epidemia di colera che imperversava in quell'anno.
All'età di trentatré anni si sposò con Giuseppina, figlia del sindaco Antonio Pirani. Gli è attribuita la scoperta delle proprietà curative delle acque salsoiodiche presenti a Salsomaggiore e a Tabiano. Nel 1842 pubblicò a Borgo San Donnino una relazione sulla cura della scrofola con le acque salsoiodiche: «Intorno ai primi esperimenti terapeutici eseguiti con i bagni delle acque saline di Salsomaggiore negli anni 1839-1841». Questa ed altre relazioni e monografie furono molto apprezzate in ambito accademico, tanto che venne nominato membro dell'Accademia fisio-medico-statistica di Milano.
Nel 1843 fu nominato direttore dello stabilimento termale di acque solforose di Tabiano, incarico che mantenne per 42 anni. In quel periodo si guadagnò la stima di tutta la popolazione e l'amicizia di personalità illustri quali Urbano Rattazzi, il cardinale Giacomo Antonelli, Agostino Depretis, Antonio Stoppani e Giuseppe Verdi. Quest'ultimo nel 1860 si adoperò presso il governo italiano per sostenere il termalismo a Salsomaggiore e Tabiano.
All'età di 79 anni si ritirò dall'attività medica e trascorse i suoi ultimi anni a Lucca con la famiglia. 
Le Terme Berzieri di Salsomaggiore, inaugurate nel 1923, sono intitolate al suo nome.